# Svoboda (distrikt i Bulgarien, Stara Zagora)
Svoboda (bulgariska: Свобода) är ett distrikt i Bulgarien.   Det ligger i kommunen Obsjtina Tjirpan och regionen Stara Zagora, i den centrala delen av landet, 180 km öster om huvudstaden Sofia.
Trakten runt Svoboda består till största delen av jordbruksmark. Runt Svoboda är det ganska glesbefolkat, med 48 invånare per kvadratkilometer.